# دویلزتاون تاونشیپ (شهرستان باکس، پنسیلوانیا)
دویلزتاون تاونشیپ (به انگلیسی: Doylestown Township) یک منطقهٔ مسکونی در ایالات متحده آمریکا است که در شهرستان باکس، پنسیلوانیا واقع شده‌است. دویلزتاون تاونشیپ ۴۰٫۴۸ کیلومتر مربع مساحت و ۱۷٬۵۶۵ نفر جمعیت دارد و ۹۱٫۱۴ متر بالاتر از سطح دریا واقع شده‌است.